# Sadales II
Sadales va ser un rei dels odrisis de Tràcia, a Astea, fill de Cotis II d'Astes i probablement net del rei Sadales I, que Ciceró anomena Sadala.
Quan encara era príncep el seu pare el va enviar en ajut de Gneu Pompeu per lluitar contra Juli Cèsar, l'any 48 aC. Unit a Escipió va derrotar el legat de Cèsar, Luci Cassi Longí. Després de la batalla de Farsàlia Cèsar el va perdonar i va succeir al seu pare com a rei circa el 44 aC. Va morir el 42 aC deixant el seu regne als romans que el van governar directament durant onze anys.